# Dick Johnson (pilote de planeur)
Pour l’article homonyme, voir Dick Johnson.
Richard H. Johnson (10 janvier 1923 - 23 juillet 2008) est un pilote de planeur, un ingénieur aéronautique et un auteur prolifique d'articles pour des magazines de vol à voile. Il a été 11 fois pilote de planeur champion national américain, 9 fois pilote de l'équipe américaine de vol à voile aux championnats du monde de vol à voile, a détenu deux records du monde de vol à voile et est membre du US Soaring Hall of Fame. Il a volé pendant 70 ans et a enregistré plus de 14 000 heures de vol, dont plus de 10 000 heures de vol sans moteur dans des planeurs. Il est l'auteur de plus de 100 articles sur le vol à voile et les essais en vol de planeurs.

## Premières années
Dick Johnson est né le 10 janvier 1923 à Medicine Hat, Alberta, Canada. Il a grandi à Los Altos, en Californie, où il a appris les bases du vol et de l'aérodynamique en tant que passionné de modèles réduits d'avions et de planeurs. Il a remporté le championnat de planeur modèle lancé à la main de l'État de Californie en 1937.[réf. nécessaire]
En 1938, voulant passer à l'avion grandeur nature, Johnson a lu trois fois le livre de Wolf Hirth, The Art of Soaring Flight. À l'aide d'un primary glider Northrup d'occasion qu'il a acheté et soigneusement remorqué par son frère Dave au volant d'une Ford modèle A de 1931, il a appris à voler. Sur une période de plusieurs mois, les survols au sol ont été progressivement remplacés par des atterrissages en ligne droite, des virages en S, des virages à 180 degrés et enfin des vols avec virage à 360 degrés.[réf. nécessaire]
L'année suivante, Johnson et Dave ont acheté un kit de planeur intermédiaire Bowlus Baby Albatross (en)  et l'ont assemblé pendant leur temps libre au cours de l'automne, de l'hiver et du printemps 1940. Avec l'aide de son frère, ils ont construit une remorque en bois pour le planeur Baby Albatross et ont remorqué le planeur sur 3 000 milles jusqu'à Elmira, New York, pour participer à l'âge de 17 ans aux championnats nationaux américains de vol à voile de 1940. En tant que pilote autodidacte, Johnson n'avait pas obtenu de licence avant cette époque, donc avant de participer au concours, il a reçu une licence de pilote de planeur privé à Elmira et a obtenu un enregistrement légal pour son Albatros construit en kit. Au cours du concours, il a obtenu son badge Silver C (badge n ° 28) et s'est classé 3e au classement général du concours.

## Les années de la Seconde Guerre mondiale
En 1941, Johnson possédait un planeur d'entraînement intermédiaire en métal à 2 places Schweizer SGS 2-8, avait reçu sa licence de pilote de planeur commercial et donnait des cours de vol pendant les week-ends sur le Rosamond Lake (en) asséché du désert de Mojave en Californie. Au début de la Seconde Guerre mondiale, le gouvernement américain a pris possession de son planeur par le biais du War Powers Act of 1941 (en), et Johnson est devenu un instructeur de vol de planeur civil, formant des pilotes de planeur militaires à la Twentynine Palms Academy (en), en Californie. La formation a été dispensée 24 heures sur 24, 7 jours sur 7 pendant 14 mois, Johnson effectuant deux quarts de 6 heures par jour - un quart en tant qu'instructeur de planeur et un quart en tant que pilote d'avion remorqueur. Après 14 mois de formation, aucun pilote de planeur supplémentaire n'était nécessaire et Johnson a obtenu un poste de copilote chez Pan American World Airways, division Pacifique, sur les hydravions Consolidated PBY-3, Martin 120 et Boeing 314. Il a ensuite été affecté au Military Air Transport Service (MATS) aux commandes de PBM-3 et PB-2Y3. Johnson est resté actif en tant que commandant d'escadre de zone de la World War II Glider Pilots Association jusqu'à ses 80 ans.[réf. nécessaire]

## Le RJ-5
.
Le planeur RJ-5 a été l'un des premiers à utiliser un profil aérodynamique à flux laminaire et le premier à atteindre une finesse de 40 pour 1 . En 1948, Johnson a passé un contrat avec Harland Ross pour concevoir et construire le planeur (initialement désigné R-5)  . Une décision de conception clé a été d'utiliser un profil aérodynamique à flux laminaire NACA 63(2)-615 sélectionné par Dick Lyon[réf. nécessaire]. Les  NACA ont été développés en secret pendant la Seconde Guerre mondiale, puis mis à la disposition du public après la guerre, mais son utilisation ici n'a pas été validée car aucun planeur n'avait utilisé un tel profil aérodynamique auparavant.
Cependant, d'autres obligations ont empêché Ross d'achever le projet dans le délai contractuel d'un an, de sorte que Johnson a pris livraison du planeur partiellement achevé en 1949. Il a achevé la construction en 1950 et, sous la direction du Dr August Raspet (en) du Laboratoire de recherche en aérophysique de l'Université d'État du Mississippi, où Johnson était étudiant en génie aéronautique, il a mesuré les performances de la finesse de la conception initiale à 33 pour 1. Avec l'aide du Dr Raspet, Johnson a apporté plusieurs modifications qui, en 1951, ont abouti à une finesse supérieure à 40 pour 1 - le premier planeur à franchir cette étape. À la suggestion du Dr Raspet, le nom a été changé en RJ-5. Dick Johnson a piloté le RJ-5 pour remporter les championnats nationaux de l'US Open Class en 1950, 51, 52 et 54, pour battre le record du monde de distance en 1951 et pour battre le Triangle World Speed Record de100 km en 1952. Le vol World Distance de 535 mi (861 km) d'Odessa, Texas à Salina, Kansas  a été le premier vol en planeur à dépasser 500 milles et a battu le précédent record du monde de 70 mi (113 km) . Ce record a duré 12 ans, jusqu'à ce qu'il soit battu par Al Parker dans un planeur Sisu 1A (en) qui utilisait un profil aérodynamique à flux laminaire plus raffiné.[réf. nécessaire] 
Le RJ-5 a été restauré et est exposé au National Soaring Museum à Elmira, New York ,.

## Évaluations des tests en vol
Dick Johnson a écrit plus de 100 articles pour le magazine Soaring, consistant principalement en la série Flight Test Evaluation à partir de 1976, qui mesurait les performances des planeurs en utilisant les méthodes de mesure enseignées par le Dr Raspet et affinées par Johnson. Financées par la Dallas Gliding Association, qui n'avait aucun lien financier avec les fabricants de planeurs, les évaluations de Johnson étaient considérées comme une évaluation impartiale et ont été réimprimées en plusieurs langues et rassemblées sous forme de livre. En plus de mesurer les performances du planeur telles que reçues, ces évaluations ont documenté les opportunités d'améliorations mesurables des performances telles que le lissage des ailes, joints d'aile améliorés, bandes induisant des turbulateurs et barrettes déturbulatrices.[réf. nécessaire]

## Décès
Dick Johnson est décédé le 23 juillet 2008, à l'âge de 85 ans. Il pilotait un planeur Ventus A depuis un aéroport de Midlothian, au Texas  lorsqu'il s'est écrasé à environ 2,25 miles (3,5 km) de l'aéroport après avoir volé pendant un certain temps. Le médecin légiste du comté de Dallas a déterminé que Johnson était décédé des suites des blessures qu'il avait subies lors de l'accident. Le National Transportation Safety Board a déterminé que la cause probable de l'accident était un événement cardiaque incapacitant, car Johnson souffrait d'une maladie coronarienne grave avec des symptômes et s'était vu prescrire des médicaments pour cela .

## Récompenses de vol à voile reçues
- FAI Médaille Lilienthal en 1986, la plus haute distinction de vol à voile au monde
- Diplôme FAI Paul Tissandier en 1976- pour avoir servi la cause de l'aviation par le travail, l'initiative et le dévouement
- Prix FAI Klemperer et plaque OSTIV (Organisation internationale scientifique et technique de vol à voile) en 1983 pour ses contributions aux sciences internationales du vol à voile
- Temple de la renommée de la SSA en 1956
- SSA Warren E. Eaton Memorial Award en 1967 pour ses contributions exceptionnelles à l'art, au sport ou à la science du vol en flèche aux États-Unis
- Prix du service exceptionnel de la SSA Soaring Society of America (1982)
- SSA Paul E. Tuntland Memorial Award en 1977, 1979, 1983, 2000 et 2007 pour d'importantes contributions à la science du vol en flèche
- SSA Larissa Stroukoff Memorial Trophy en 1975, 1981 et 1985 pour la meilleure vitesse dans n'importe quelle tâche lors du US National Open Class Soaring Championship

## Liste des championnats nationaux de vol à voile 1ère place
Tous sont des championnats nationaux de classe ouverte (c'est-à-dire le trophée commémoratif Richard C. du Pont), sauf indication contraire.
1. 1950, Grand Prairie, Texas, en RJ-5
2. 1951, Elmira, New York en RJ-5
3. 1952, Grand Prairie, Texas, en RJ-5
4. 1954, Elseneur, Californie, en RJ-5
5. 1959, Elmira, New York à Weihe
6. 1963, Elmira, New York dans Skylark 4
7. 1964, McCook, Nebraska, dans Skylark 4
8. 1974, (ressortissants de classe standard), Hobbs, Nouveau-Mexique, en PIK-20
9. 1975, Hobbs, Nouveau-Mexique, dans Nimbus 2
10. 1981, Ionia, Michigan, dans Nimbus 2
11. 1985, Hutchison, Kansas, dans Nimbus 3

## Participation à l'équipe américaine de vol à voile aux championnats du monde de vol à voile
1. 1952, Madrid, Espagne, 24e place en RJ-5
2. 1960, Cologne, Allemagne, 15e place en Adastra
3. 1963, Argentine, en Sisu-1, 4e place
4. 1965, South Cerney, Angleterre, en Skylark 4, 18e place
5. 1968, Leszno, Pologne, en HP-13, 8e place
6. 1970, Marfa, Texas, capitaine d'équipe (rôle non volant)
7. 1972, Vrsac, Yougoslavie, en ASW-17, 5e place
8. 1974, Waikerie, Australie, en ASW-17, 8e place
9. 1976, Rayskala, Finlande, en Jantar 2A, 7e place
10. 1978, Châteauroux, France, en Jantar 2B, 6e place

## Liste des planeurs possédés
Voici une liste des planeurs appartenant à Dick Johnson par ordre chronologique. Ces planeurs couvrent une grande partie de l'histoire des conceptions de planeurs, du premier planeur «principal» à fuselage ouvert aux conceptions composites modernes.
1. Northrup Primary, acheté d'occasion en 1938
2. Bowlus Baby Albatros (en), acheté en kit en 1939 et achevé en 1940
3. Schweizer SGS 2-8, acheté en 1941 (le gouvernement américain en a pris possession en 1942 en vertu du War Powers Act)
4. Bowlus Baby Albatros (en), acheté d'occasion à l'usine en 1942, détruit en vol à haute altitude en 1942 [7]
5. Tiny Mite, acheté partiellement construit en 1947
6. RJ-5, acheté partiellement achevé en 1949 sous le nom de R-5 ; modifié pour devenir le RJ-5
7. DFS Weihe, acheté en 1959
8. Johnson Adastra (en) (J-6), conçu par Johnson, a achevé la construction en 1960 [8]
9. Slingsby Skylark 4, acheté en 1963
10. Schreder HP-14 (en), acheté en kit en 1965, achevé en 1967
11. Alexander Schleicher ASW 17, acheté en 1973
12. Schempp-Hirth Nimbus 2, acheté en 1974
13. Eiri-Avion PIK-20 (en), acheté en 1976
14. Schempp-Hirth Ventus A, acheté en 1980
15. Schempp-Hirth Nimbus 3, acheté en 1981

## Réalisations académiques et professionnelles
- BS en génie aéronautique de la Mississippi State University en 1952
- MS en Aero Engineering de l'Université de Stanford en 1953

Employé comme ingénieur aéronautique d'abord chez Chance Vought, puis chez Temco Aircraft de 1953 à 1961 avant de devenir chef aérodynamicien chez Texas Instruments (TI) de 1961 jusqu'à sa retraite officielle en 1993. Est resté un consultant actif auprès de diverses entreprises jusqu'en 2008.
Ses projets étaient :
- Bombe guidée par laser Paveway (LGB) - Chez TI en 1964, Johnson a joué un rôle déterminant dans le développement des solutions aéronautiques pour la première bombe guidée par laser, la BOLT GBU-1, y compris la "tête d'oiseau" flottante unique qui a fourni une plate-forme stable pour le " système de guidage "bombe intelligente". Le "Bolt" a été suivi par les familles de bombes à guidage laser Paveway I et Paveway II. Le succès des systèmes guidés Paveway pendant la guerre du Vietnam a montré les avantages pour les capacités de frappe chirurgicale d'une «bombe intelligente». Johnson a reçu le prix de l'innovation Pat Haggerty de TI pour son travail sur ce projet.
- High Speed Anti Radar Missile (HARM) 1973, impliqué dans le développement de la cellule
- Javelin Anti-Tank Missile 1980, responsable du développement de la cellule
- Planeur militaire sans pilote Joint Stand-Off Weapon (JSOW) 1987, développement de la cellule principale
- NLOS (Non Line of Sight) Développement de cellules d'avions en tête d'arme
- Paveway III - GBU-24, GBU-27 et GBU-28 ("Bunker Buster") - développement principal de la cellule

A reçu à titre posthume le Richard H. Johnson Technical Achievement Award de la Precision Strike Association lors du symposium technique PSA en octobre 2009. Ce prix a été créé en son nom pour reconnaître une personne du secteur public ou privé pour ses réalisations techniques personnelles exceptionnelles résultant en une contribution significative aux systèmes de frappe de précision. La documentation du PSA pour ce prix indique que "Dick Johnson a personnellement dirigé la conception ou la refonte de plus de cellules de frappe de précision que n'importe quel contemporain. Dans un certain nombre de conflits au cours des deux dernières décennies, la majorité des cellules d'armes étaient des conceptions de Johnson. Ses conceptions innovantes, ou des copies de celles-ci, apparaissent dans presque toutes les forces armées nationales où des systèmes de frappe de précision sont employés."